# Бычков, Иван Дмитриевич
Иван Дмитриевич Бычков (1873, с. Орловка Мензелинского уезда (позднее Тукаевский р-н Татарской АССР) — 2 сентября 1937, Елабуга) — российский политик. Депутат I Государственной думы от Уфимской губернии, состоял в Комитете финансов. Трудовик.
Крестьянин-земледелец. Образование получил в двухклассном Мысовочелнинском училище.
Состоял кандидатом в волостные старшины с 1903 года.
Подписал «Выборгское воззвание» 10 июля 1906 года в г. Выборге.
Осужден по статье 129, ч.1, п.п. 51 и 3 Уголовного Уложения. Но на основном процессе по этому делу 12-18 декабря 1907 года не присутствовал, так как был болен.
После революции работал сапожником. Проживал в с. Орловка Тукаевского района Татарской АССР.
Арестован НКВД 10 августа 1937 г. 31 августа 1937 года приговорён тройкой НКВД Татарской АССР по обвинению по ст. 58-10 к расстрелу. Расстрелян 2 сентября 1937 г. Место захоронения — в г. Елабуга. Реабилитирован 31 января 1990 г.